# Merlieux-et-Fouquerolles
Merlieux-et-Fouquerolles es una comuna francesa situada en el departamento de Aisne, de la región de Alta Francia.

## Geografía
Está ubicada a 10 km al suroeste de Laon.

## Demografía
| 155 | 127 | 133 | 171 | 185 | 218 | 258 | 269 |
| Para los censos de 1962 a 1999 la población legal corresponde a la población sin duplicidades (Fuente: INSEE [Consultar]) |     |     |     |     |     |     |     |